# Thomas Arimi
Thomas Arimi est un boxeur ghanéen né le 17 octobre 1933.

## Carrière
Dans la catégorie des poids moyens, Thomas Arimi est médaillé d'argent aux  Jeux de l'Empire britannique et du Commonwealth de Perth en 1962.
Aux Jeux olympiques d'été de 1964 à Tokyo, il est éliminé au deuxième tour dans la catégorie des poids mi-lourds par l'Égyptien Sayed Mersal.
Dans la catégorie des poids lourds, il est médaillé de bronze aux Jeux africains de Brazzaville en 1965.